# Melchiorre
Melchiorre  è un nome proprio di persona italiano maschile.

## Varianti
- Maschili: Melchiore[4][5], Melchior[4][5]
- Femminili: Melchiorra, Melchiora[4][5], Melchiora[5]
  - Alterati: Melchiorrina[4], Melchiorina[4]

### Varianti in altre lingue
- Basco: Meltxor[6]
- Catalano: Melcior[6]
- Ceco: Melichar
- Croato: Melkior
- Francese: Melchior
- Galiziano: Melchor[6]
- Inglese: Melchior[7]
- Latino: Melchior[1]
- Maltese: Melkjor
- Olandese: Melchior[2]
- Polacco: Melchior
- Portoghese: Melchior, Melquior
- Russo: Мельхио́р (Mel'chior)
- Serbo: Мелхиор (Melhior)
- Spagnolo: Melchor[2][6]
  - Femminili: Melchora
- Svedese: Melker[2]
- Tedesco: Melchior
- Ucraino: Мельхіор (Mel'chior)
- Ungherese: Melchior

## Origine e diffusione

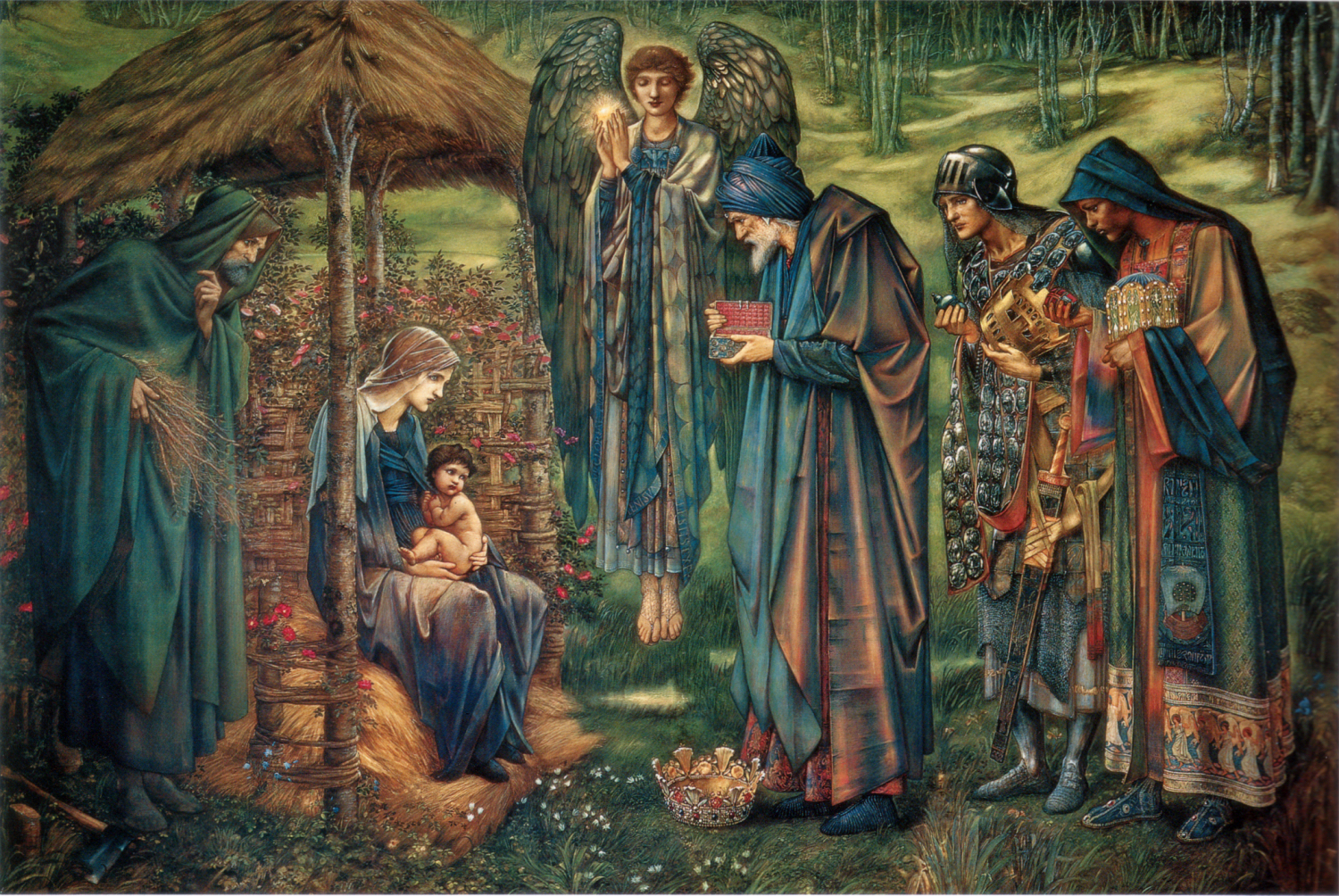
I tre Magi nel dipinto di Edward Burne-Jones La stella di Betlemme

Si tratta di un nome di origine semitica, per quanto non attestato; è basato probabilmente sulle radici ebraiche melekh (o melk, "re", da cui anche Malco e Melchisedech) e or ("luce"), con il significato complessivo di "re della luce" o "il mio re (cioè Dio) è luce". Altre fonti, identificando diversamente il secondo elemento, interpretano il nome con "città del re".
Questo nome viene attribuito, nella tradizione cristiana, a uno dei Magi (che nei Vangeli sono anonimi); grazie a questa figura il nome si diffuse inizialmente negli ambienti cristiani.
In Italia è attestato soprattutto al Sud (specie in Sicilia), tranne che per la forma "Melchiore", più presente al Nord; la sua diffusione, comunque, è scarsa.

## Onomastico
L'onomastico può essere festeggiato in una delle seguenti date:
- 6 gennaio, Epifania (data in cui si commemorano i santi Magi, fra cui Melchiorre)[6][8]
- 21 giugno, beato Melchiorre della Pace, mercedario[9]
- 28 luglio, san Melchiorre García-Sampedro, vescovo, uno dei martiri del Vietnam[9]
- 7 settembre, san Melchiorre Grodecký, sacerdote gesuita, martire a Košice[9][10]
- 11 dicembre, beato Melchiorre di Sant'Agostino, sacerdote agostiniano, martire a Nagasaki[9]

## Persone

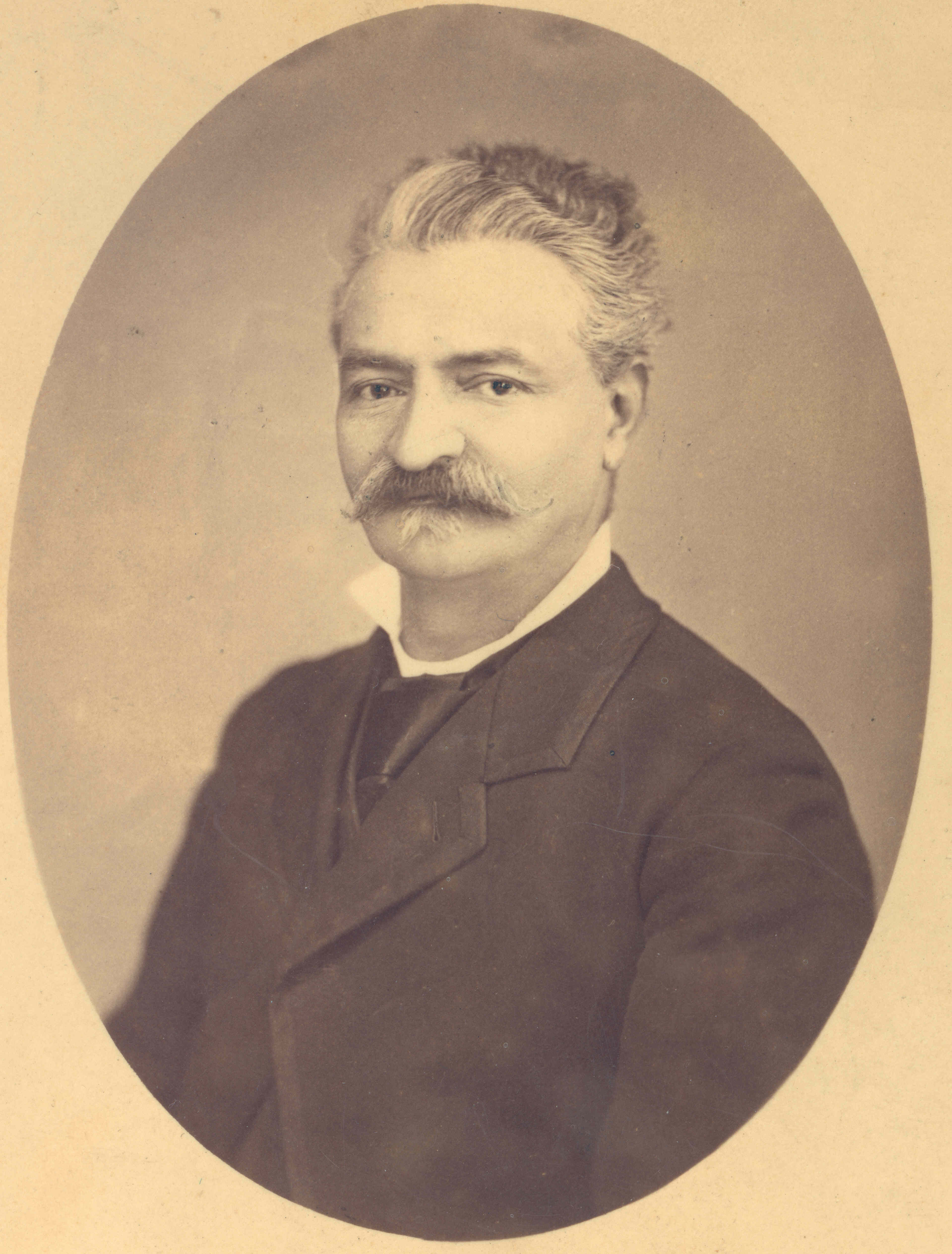
Melchiorre De Filippis Delfico

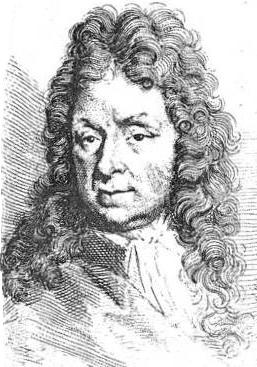
Melchior d'Hondecoeter

- Melchiorre Bega, architetto e designer italiano
- Melchiorre Cafà, scultore maltese
- Melchiorre Cartoni, patriota italiano
- Melchiorre Cesarotti, poeta e scrittore italiano
- Melchiorre Cirami, politico italiano
- Melchiorre d'Enrico, pittore italiano
- Melchiorre De Filippis Delfico, compositore, librettista e caricaturista italiano
- Melchiorre Delfico, filosofo, economista, numismatico e politico italiano
- Melchiorre Gherardini, pittore italiano
- Melchiorre Gioia, economista, politico e intellettuale italiano
- Melchiorre Guilandino, medico e botanico tedesco
- Melchiorre Guerriero, abbreviatore del Regno di Napoli
- Melchiorre Trevisan, condottiero italiano

### Variante Melchior

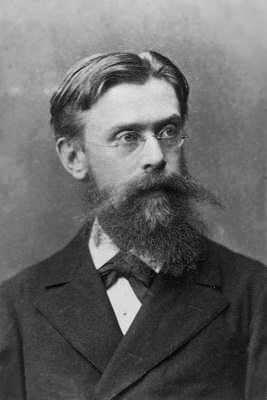
Melchior Neumayr

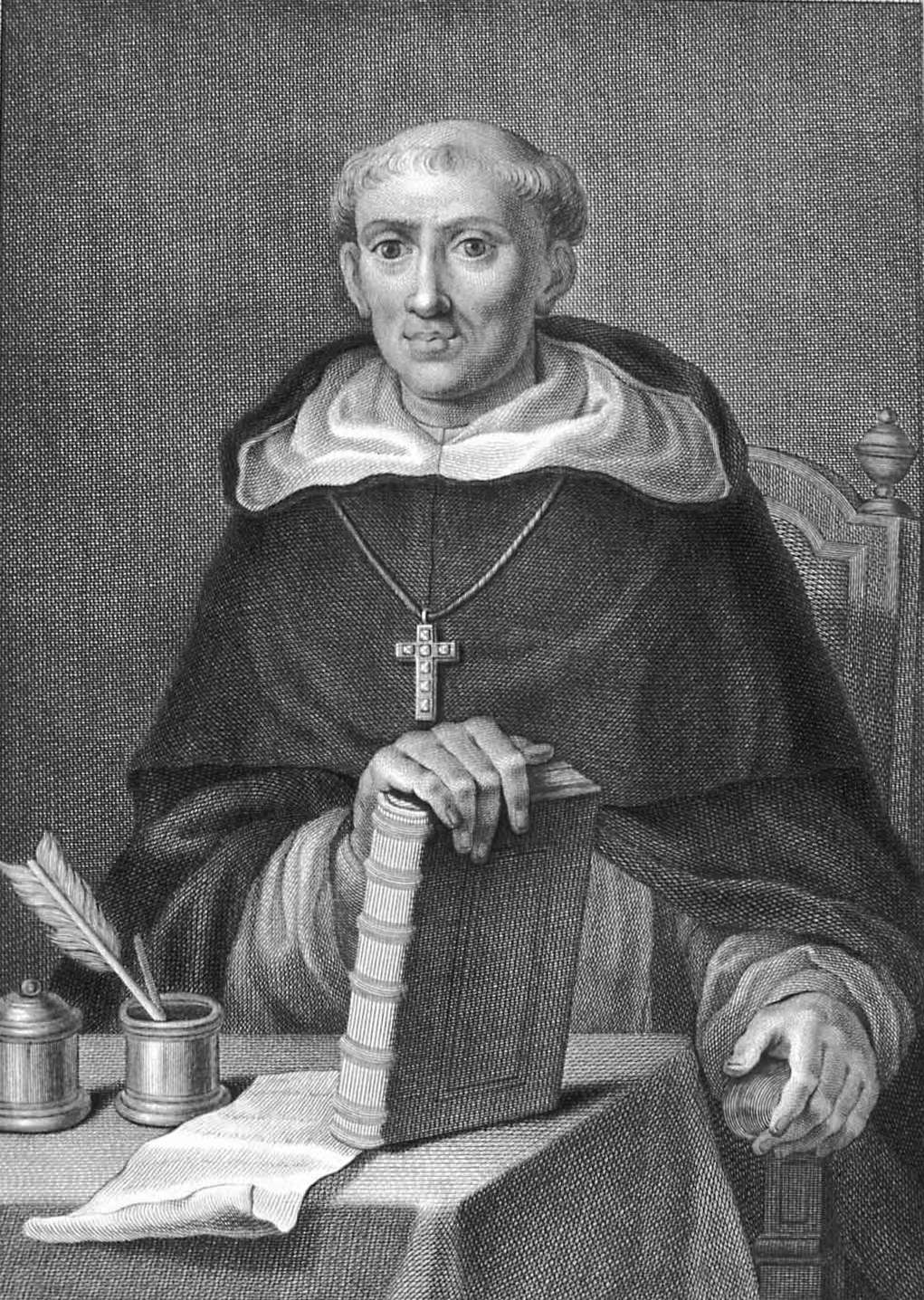
Melchor Cano

- Melchior Anderegg, alpinista svizzero
- Melchior Broederlam, pittore e miniatore fiammingo
- Melchior de Marion Brésillac, missionario e vescovo cattolico francese
- Melchior de Polignac, cardinale francese
- Melchior d'Hondecoeter, pittore, incisore, disegnatore e decoratore d'interni olandese
- Melchior Feselen, pittore e incisore tedesco
- Melchior Franck, compositore tedesco
- Melchior Hefele, architetto austriaco
- Melchior Khlesl, cardinale austriaco
- Melchior Josef Martin Knüsel, politico svizzero
- Melchior Lechter, pittore tedesco
- Melchior Ndadaye, politico burundese
- Melchior Neumayr, geologo e paleontologo austriaco
- Melchior Treub, botanico olandese
- Melchior Ferdinand Joseph von Diepenbrock, cardinale tedesco
- Friedrich Melchior von Grimm, scrittore tedesco

### Variante Melchor
- Melchor Bravo de Saravia, generale e conquistador spagnolo
- Melchor Cano, teologo, filosofo e vescovo cattolico spagnolo
- Melchor de Navarra y Rocafull, viceré del Perù
- Melchor de Talamantes, religioso messicano
- Melchor Díaz, esploratore spagnolo
- Melchor Fernández Almagro, critico letterario e storiografo spagnolo
- Melchor Liñán y Cisneros, arcivescovo cattolico spagnolo
- Melchor Mauri, ciclista su strada spagnolo
- Melchor Portocarrero, generale spagnolo

### Variante femminile Melchora
- Melchora Aquino, attivista e rivoluzionaria filippina

## Il nome nelle arti
- Melchiorre è un personaggio del trio comico Pino & gli Anticorpi.
- Melker Melkersson è un personaggio della serie televisiva Vacanze nell'isola dei gabbiani, e del romanzo di Astrid Lindgren Vacanze all'isola dei gabbiani.